# السمان أسود الصدر ذو النقرة في الذقن
السمان أسود الصدر ذو النقرة في الذقن (Turnix melanogaster) هو سمان نادر متوطن في شرق أستراليا. كما هو الحال مع أنواع أخرى من السمان ذي الذقن، فإنه لا علاقة له بالسمان الحقيقي. السمان ذو النقرة في الذقن أسود الصدر طائر ممتلئ الجسم على شكل سمان طوله 17–19 سـم (6.7–7.5 بوصة) ريشه أسود رخامي، أوحمري، أوبني شاحب، يتميز بشكل بارز ببقع وخطوط بيضاء، وعيون بيضاء. مثل أنواع السمان الأخرى ذات النقرة في الذقن، الأنثى أكبر حجماً وأكثر جرأة من الذكور، ذات رأس أسود مميز وعنق مرشوشة بعلامات بيضاء دقيقة. تتزاوج الإناث مع العديد من الشركاء الذكور وتتركهم لاحتضان البيض عكس الأدوار الجنسية المعتادة.
عادة ما يوجد السمان أسود الصدر ذو النقرة في الذقن في الغابات المطيرة، حيث يبحث عن اللافقاريات في مناطق واسعة من بقايا الأوراق السميكة على الأرض. تم تطهير معظم موطنها الأصلي وتفتت المجموعات السكانية المتبقية. صُنف هذا النوع على أنه ضعيف في القائمة الحمراء للاتحاد الدولي لحفظ الطبيعة (IUCN) للأنواع المهددة بالانقراض وهو مدرج على أنه معرض للخطر بموجب قانون حماية البيئة والحفاظ على التنوع البيولوجي لعام 1999. نُفذ مشروع حماية مدته ثلاث سنوات منذ عام 2021.

## التصنيف
وصف عالم الطيور جون جولد في الأصل الطائر في عام 1837 باسم Hemipodius melanogaster، من العينات التي جُمعت حول خليج موريتون في كوينزلاند. صفتها الخاصة مشتقة من المصطلحات اليونانية القديمة ميلاس "أسود" و" البطن". أثبت عالم الحيوان الإنجليزي جورج روبرت جراي في عام 1840 أن اسم الجنس تيرنيكس، الذي صاغه عالم الطبيعة الفرنسي بيير جوزيف بوناتير في عام 1790، له الأولوية على Hemipodius، والذي نُشر في عام 1815 بواسطة كونراد جاكوب تمينك. في كتابه لعام 1865 Iدليل طيور استراليا [الإنجليزية]، استخدم جولد اسمه الحالي Turnix melanogaster. وضعه جريجوري ماثيوز في جنسه Colcloughia في عام 1913، والذي لم يتبعه مؤلفون لاحقون. كما وصف نوعًا فرعيًا من Colcloughia melanogaster goweri من Gowrie على أساس ريش أسود أقل انتشارًا، على الرغم من أن هذا كان يعتبر فيما بعد تباينًا فرديًا. جنبا إلى جنب مع أنواع السمان ذو النقرة في الذقن الأخرى، كان السمان ذو النقرة في الذقن يوضع تقليديا في ترتيب الكركيات، لكن التحليل الجزيئي الأحدث يظهر أنه ينتمي إلى فرع مبكر داخل طيور الشاطئ (إفجيجيات).
اصبح "السمان أسود الصدر ذو النقرة في الذقن" الاسم الرسمي من قبل الاتحاد الدولي لعلماء الطيور (IOU). "السمان ذو النقرة ذات الواجهة السوداء" هو الاسم العامي البديل. أطلق عليها غولد اسم "نصفي بردي أسود الصدر" في البداية، ثم "ترنكس أسود الصدر"، مطابقًا لاسمها العلمي. كانت أنواع السمان ذات النقرة في الذقن تُعرف عمومًا باسم "السمان" (ومن ثم "السمان الأسود" أو "السمان ذو الواجهة السوداء") حتى روج لاتحاد الملكي الأسترالي لعلماء الطيور [الإنجليزية] (RAOU) للاستخدام الحالي لـ "السمان ذو النقرة في الزر" في عام 1978، والذي كان في ذلك الوقت عالميًا مُتَبنى. يعرف شعب بوتشولا [الإنجليزية]، مالك تقليدي [الإنجليزية] لكغاري (جزيرة فريزر)، الطائر باسم طائر الموريندوم .

## وصف
السمان أسود الصدر ذو النقرة في الذقن هو طائر ممتلئ الجسم على شكل سمان مع ريش أسود رخامي في الغالب، أحمر شاحب وبني شاحب، يتميز بشكل بارز ببقع وخطوط بيضاء، وعيون بيضاء، منقار رمادي وأقدام صفراء. يحتوي الذيل القصير على اثني عشر مستقيمة والأجنحة قصيرة بأطراف مستديرة. يتراوح الطول من 17 إلى 19 سـم (6.7 إلى 7.5 بوصة) ، حيث تميل الإناث لأن تكون أكبر وأثقل، وتزن 80–119 غ (2.8–4.2 أونصة)، مقارنة بالذكور الذين يتراوح وزنهم 50–87 غ (1.8–3.1 أونصة) . مثل أنواع السمان الأخرى ذات النقرة في الذقن، تكون الأنثى أكثر وضوحًا من الذكور. رأسها ورقبتها وصدرها أسود مع مسحة من الكستناء على مؤخر ومؤخرة تاجها، وبقع بيضاء صغيرة على رقبتها ووجهها تشكل شاربًا ونمطًا يشبه الحاجب. تلتحم البقع البيضاء في قضبان على صدرها، وأجزائها السفلية رمادية داكنة. للذكر وجه ورقبة بيضاء مع بقع سوداء على اغطية الأذن، وتاج بني رمادي. يحتوي صدره على أشرطة وبقع سوداء وبيضاء، مع أحمر-بني على جوانبه ورمادي أكثر مع حواجز داكنة على بقية الأجزاء السفلية. يُشبه اليافع الذكر البالغ على الرغم من وجود قزحية رمادية زرقاء اللون، أما الأجزاء السفلية ذات اللون البني والرمادي الباهت فهي أكثر بقعًا باللون الأسود على الظهر الخارجي وأقل خطوطًا شاحبة.
تصدر الأنثى تغريدة منخفضة الصوت – تتراوح من 5-7 ملاحظات يستمر كل منها 1.5-2.0 ثانية – والتي يمكن أن تتكرر من 14 إلى 21 مرة (أو أحيانًا من 1 إلى 4) مرة. لا يمكن سماع هذه المكالمة الإعلانية لأكثر من 50 م (160 قدم)، ولا يُلفظ إلا بعد هطول أمطار كافية تبلغ 100 مـم (4 بوصة) في غضون أيام قليلة. الأنثى تصفر بهدوء لصغارها. يقوم الذكر بمجموعة من التنبيهات المتقطعة والعالية أو نداءات الحشد، بما في ذلك نداء اك اك عند فصله عن الآخرين في مكانه. الأحداث لديهم مجموعة من النقيق أو نداءات الأنابيب للحث على التغذية أو إطلاق الإنذار.
تميز العلامات السوداء والحجم الكبير للإناث والعلامات الداكنة والوجه الأبيض للذكور الأنواع عن السمان ذو النقرة في الذقن مطلي [الإنجليزية] الذي يتواجد بشكل متزامن (تورنكس فاريوس). تحتوي الحبيبات الكروية المتقيئة للسمان ذي الزر الأسود على خطاف مميز في نهايته، على عكس تلك الموجودة في السمان ذي النقرة ذي الزر المطلي، وهو أسطواني بدرجة أكبر ومنحني برفق.

## توزيع والسكن
عُثر على السمان أسود الصدر ذو النقرة في الذقن من خليج هيرفي في وسط كوينزلاند جنوبًا إلى الركن الشمالي الشرقي من نيو ساوث ويلز، بشكل عام في المناطق التي تستقبل 770–1,200 مـم (30–47 بوصة) هطول الأمطار سنويًا. كانت هناك عشرة تقارير فقط من نيو ساوث ويلز في العقد الذي يسبق عام 2009. وجد العمل الميداني عبر منطقة وايد باي - بورنيت [الإنجليزية] من 2016 إلى 2018 أنه في مواقع متفرقة في موطنه المناسب من شاطئ تيوة [الإنجليزية] إلى إنسكيب بوينت [الإنجليزية] على البر الرئيسي وعلى طول الساحل الشرقي بالقرب من كغاري. توجد في حديقة بالمجروف الوطنية [الإنجليزية]، والتي حددتها جمعية الطيور العالمية كمنطقة مهمة للطيور للأنواع. كان السمان ذو النقرة في الذقن أسود الصدر متواجد بكثافة في إنسكيب بوينت، وكانت المنطقة وجهة لمراقبي الطيور الراغبين في رؤية هذا النوع. ألقى مايك ويست، الرئيس السابق لطيور كوينزلاند، باللوم على كلاب الدنغو والكلاب البرية في القضاء على السكان.
الطائر نادر وموطنه مجزأ. يتواجد في الغابات المطيرة الجافة والمناطق المجاورة، بالإضافة إلى أراضي الأشجار القمئية (شجرة الزجاجة)، غابة حشف، فرك الكثبان الرملية، ومزارع الصنوبر ذات الأطواق الناضجة (أروكارياا كنغامية) مع المظلة المغلقة والنمو المتطور. العديد من نباتات المظلة مثل أنواع الأكاسيا تنتج بقايا أوراق وفيرة، والتي تتغذى عليها الأنواع. لا توجد أنواع أخرى من السمان ذو النقرة في الذقن تعيش في نوع موطنها.

## سلوك

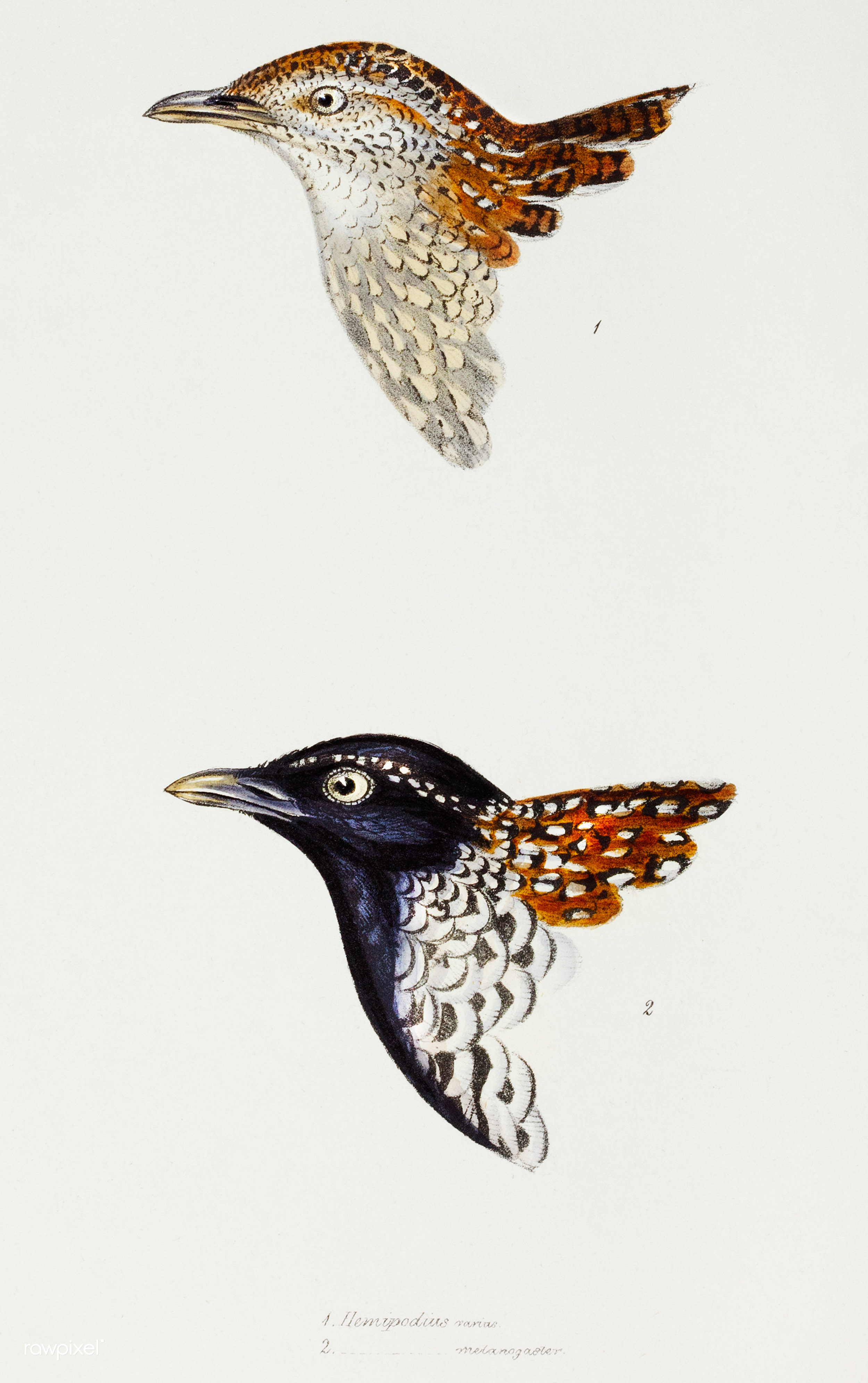
رسوم توضيحية للذكور (أعلاه) وأنثى (أدناه) بواسطة جون جولد

السمان أسود الصدر ذو النقرة في الذقن يسكن الأرض بشكل عام. ليس لديه إصبع خلفي وبالتالي لا يمكنه الجلوس على الأشجار. إذا أذهل، فإنه يتجمد بشكل عام أو يركض بدلاً من الطيران.

### تربية
تنعكس الأدوار الجنسية المعتادة في جنس السمان ذي الذقن (سمان الشجر)، حيث تتزاوج الإناث الأكبر حجمًا وذات الألوان الزاهية مع شركاء تعدد الأزواج في الطبيعة [الإنجليزية] وتتركهم لاحتضان البيض. عادات التكاثر لهذه الأنواع غير معروفة جيدًا حيث يصعب العثور على الطيور وأعشاشها ومراقبتها. هناك تقارير متضاربة حول مدة موسم التكاثر. تشير الملاحظات الميدانية التي أجراها جون يونغ (عالم طبيعة) [الإنجليزية] في شمال نيو ساوث ويلز إلى أن هذا يقتصر على الفترة بين أكتوبر ومارس، ولكن هناك تقارير أخرى عن الكتاكيت على مدار العام، مما يشير إلى إمكانية حدوث تكاثر مناسب في أي وقت. يمكن أن تنخفض درجات الحرارة الدنيا في المناطق المدروسة في نيو ساوث ويلز إلى −2 °م (28 °ف) في الأشهر الأكثر برودة؛ من المعروف أن التكاثر يعوقه الطقس البارد في الأسر، وبالتالي قد يكون التكاثر مرتبطًا بدرجة الحرارة في هذا الجزء من مداها. في معظم أيام السنة، تشكل أنثى السمان ذو النقرة في الصدر ذكورًا واحدًا إلى ثلاثة ذكور. خلال موسم التكاثر، تنشئ الأنثى منطقة بينما يشكل الذكور غالبًا مناطق صغيرة داخلها. لوحظ السلوك العدواني بين الإناث ولكن من غير الواضح مدى شيوعه. الأنثى تطلق نداءات قرع الطبول كمغازلة، والتي يرد عليها بقرقق من الذكر.
العش عبارة عن منخفض ضحل بقياس 10 by 6 سـم (3.9 by 2.4 بوصة) كشط من أوراق القمامة والأرض، مبطنة بأوراق الشجر والطحلب والنباتات المجففة. غالبًا ما يقع بين جذور مساعدة [الإنجليزية] نبات، أو في شق أو محمي بجذر شجرة، وداخل أو بالقرب من نباتات شجرية مثل ( لانتانا مقوسة) ،Pteridium esculentum [الإنجليزية]bracken ' أو سرخس شائك (دوديا أسبيرا [الإنجليزية]) . لا يعرف الجنس الذي يبني العش. توضع ثلاثة أو أربعة بيضات لامعة بيضاء رمادية أو برتقالية مرقطة باللون البني الداكن والأسود والخزامى بقياس 28 by 23 مـم (1.10 by 0.91 بوصة). تستمر فترة الحضانة من 18 إلى 21 يومًا. إن التفريخ مبكرا [الإنجليزية] ومضرة، ويمكنها أن تتغذى بعمر 8-11 يومًا، على الرغم من أن الآباء قد يطعمونها لمدة أسبوعين. بحلول 8-12 أسبوعًا، تكتسب ريشًا بالغًا وتكون قادرة على التكاثر في عمر ثلاثة إلى خمسة أشهر.

### تغذية
يتغذى السمان أسود الصدر ذو النقرة في الذقن على الأرض في مساحات كبيرة من بقايا الأوراق السميكة في غابات العنب وغابات العنب المكتظة أو لانتانا. تتساقط الأوراق على هذه المناطق على مدار العام، بطبقات القمامة 3–10 سـم (1.2–3.9 بوصة) وتفضل الكثيفة منها. تجرف مجموعة من الطيور ما يصل إلى مائة موقع تغذية ضحل على شكل لوحة، على الرغم من أن من عشرة إلى أربعين موقعًا معتادًا. يصنع السمان ذروته هذه عن طريق خدش الأرض بأرجل بديلة يتحرك في نمط دائري إما في اتجاه عقارب الساعة أو عكس اتجاه عقارب الساعة، مما يؤدي إلى تكوين 20 سـم (7.9 بوصة) عمقًا والتقاط اللافقاريات في الأرض المكشوفة. استعادت دراسة أجريت عام 1995 الهياكل الخارجية للنمل، والخنافس (بما في ذلك السوس)، والعناكب مثل العناكب القافزة، وعنكبوت الباب المصيدة البني (Euoplos variabilis)، والحشرات، والدودة الألفية، والقواقع مثل نيتور بوديبوندا من الكريات. لم يكن بالإمكان تمييز بقايا اللافقاريات الرخوة. كشف تحليل أجري في عام 2018 عن كريات البراز أن الخنافس والنمل وأبواق الأذن بارزة، على الرغم من أن المؤلفين خلصوا إلى أن السمان ذو الصدر الأسود هو من آكلات الحشرات العامة. كانت المواد النباتية شحيحة، على الرغم من أنها قد تكون قطعة نادرة نظرًا لقدرتها على الهضم.

## حالة الحفظ
صُنف هذا النوع على أنه معرض للخطر في القائمة الحمراء للاتحاد الدولي للحفاظ على الطبيعة. أُدرج على أنه معرض للخطر من قبل الحكومة الأسترالية بموجب قانون حماية البيئة وحفظ التنوع البيولوجي لعام 1999. على مستوى الولاية، أُدرج على أنه "ضعيف" بموجب قانون حماية الطبيعة في كوينزلاند لعام 1992 و "مهددة بالانقراض" بموجب قانون حفظ الأنواع المهددة بالانقراض في نيو ساوث ويلز لعام 1995.
قُدِّر تعداده بما لا يزيد عن 2500 طائر يتكاثر ويتناقص، مع عدم وجود مجموعة واحدة تحتوي على أكثر من 250 فردًا. تعيش في الغابات المطيرة الجافة، على الرغم من أنها غالبًا ما تكون متاخمة للغابات المطيرة الرطبة، خارج المتنزهات الوطنية والمناطق المحمية، وبالتالي فهي معرضة لخطر التطهير الإضافي للزراعة أو التنمية. منذ الاستيطان الأوروبي، فقدت 90 ٪ من موطنها وكثير مما تبقى مجزأ. علاوة على ذلك، أظهر العمل الميداني في جنوب شرق ولاية كوينزلاند أنه لا يأكل في بقايا أقل من 7 ها (17 أكر) في المنطقة. في البر الرئيسي، هم أيضًا معرضون لخطر الحيوانات البرية مثل القطط والثعالب والخنازير، وكذلك البشر والأعشاب الضارة.
تتعاون بوتشولا لاند وسي رينجرز مع الباحثين في مشروع مدته ثلاث سنوات اعتبارًا من 2021، يهدف إلى تقليل التهديدات التي يتعرض لها الطائر وتحسين موطنه لضمان بقائه في المستقبل. في أغسطس 2021، وضعوا 19 كاميرا على كغاري وخمسة في إنسكيب بوينت ودبل آيلاند بوينت، وتركوها في مكانها لمدة سبعة أسابيع. لقد رأوا أدلة على الضرر الناجم عن الحيوانات البرية في البر الرئيسي، ولكنهم رأوا أيضًا طيورًا صغارًا، والعديد من الأدلة على الطيور في قوس قزح بيتش و إنسكيب بوينت على البر الرئيسي، وقرية ديلي و برك الشمبانيا في الجزيرة. يقومون بوضع مصائد للخنازير والقطط وإدارة الأعشاب الضارة في المنطقة، وسيقومون بعمليات حرق تقليدية في الشتاء لإدارة مخاطر حرائق الغابات في الجزيرة.